# Скляров Ігор Валерійович
І́гор Вале́рійович Скляро́в — сержант Збройних сил України, учасник російсько-української війни.

## З життєпису
Командир бойової машини. Вночі з 14 на 15 червня потрапив під обстріл, вчинений терористами з установок «Град» неподалік від Амвросіївки. У Київському госпіталі з руки вийняли осколок, також у вояка контузія, погано чує.

## Нагороди
14 листопада 2014 року за особисту мужність і героїзм, виявлені у захисті державного суверенітету та територіальної цілісності України, вірність військовій присязі під час російсько-української війни, відзначений — нагороджений орденом «За мужність» III ступеня.